# Jan Schütte

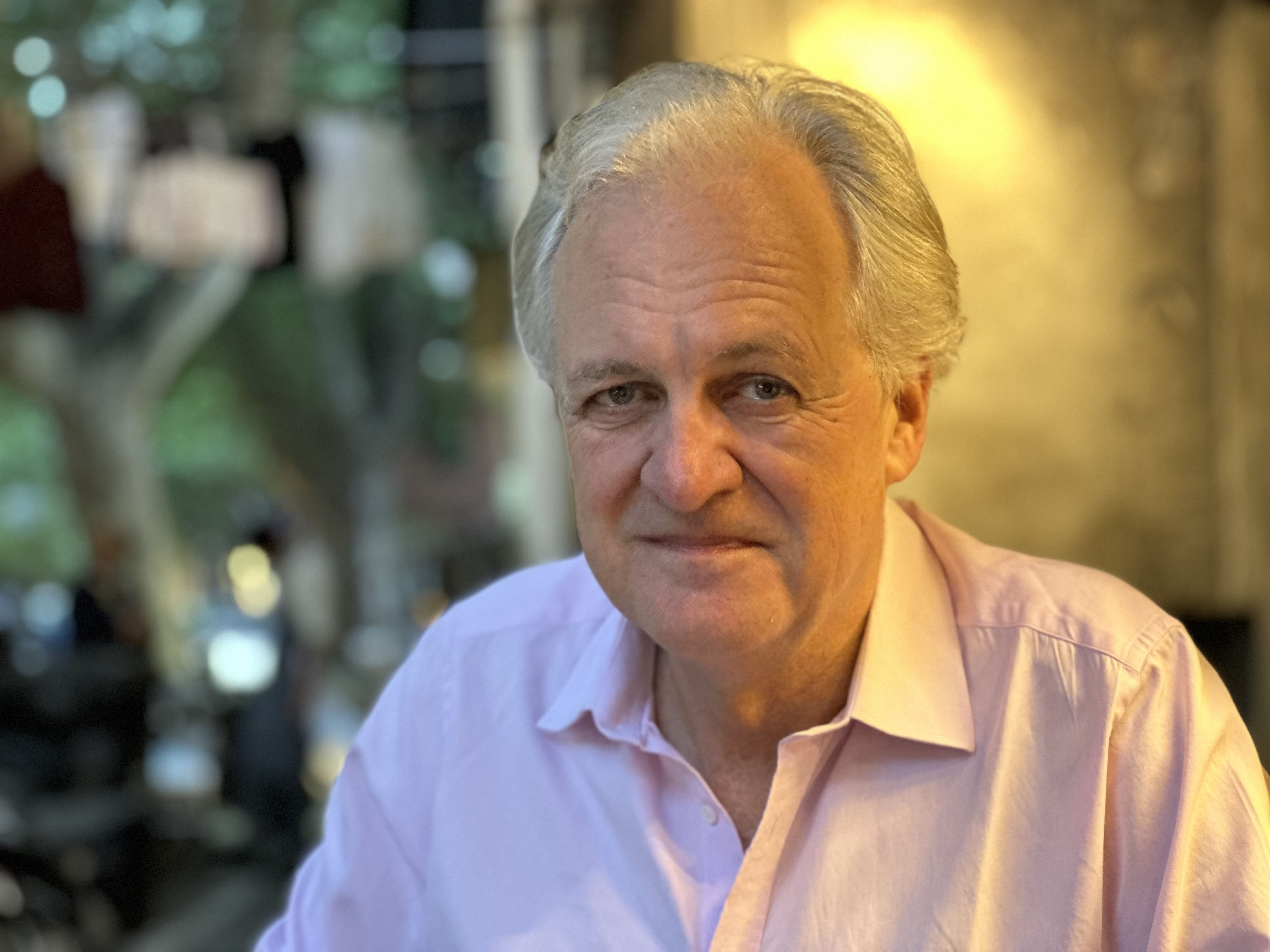
Jan Schütte, 2023

Jan Schütte (* 26. Juni 1957 in Mannheim) ist ein deutscher Filmregisseur.

## Leben
Jan Schütte studierte an den Universitäten in Tübingen, Zürich und Hamburg Literaturwissenschaft, Philosophie und Kunstgeschichte und begann seine Laufbahn als Filmemacher mit Dokumentarfilmen. Seinen ersten, mehrfach preisgekrönten Spielfilm Drachenfutter drehte er 1987.
Schüttes Spielfilme hatten ihre Premieren auf den Festivals von Venedig (Drachenfutter, Winckelmanns Reisen, Old Love), Cannes (Auf Wiedersehen Amerika und Abschied. Brechts letzter Sommer), Locarno (Fette Welt) und San Sebastian (SuperTex).
Gemeinsam mit Peter Sehr hat Schütte den deutschen Zweig des Post-Graduate-Programms Atelier Ludwigsburg-Paris der Filmakademie Baden-Württemberg und von La Fémis Paris gegründet, den er mit Sehr bis Herbst 2010 leitete.
Von 2010 bis 2014 war er Direktor der Deutschen Film- und Fernsehakademie Berlin (DFFB). In dieser Zeit entstanden erfolgreiche Filme wie Oh Boy von Jan-Ole Gerster, Das merkwürdige Kätzchen von Ramon Zürcher, Der Samurai, Komm und Spiel von Daria Belova und Der Brief von Dorotey Drumewa.
Unter seiner Leitung entwickelte die DFFB eine enge Zusammenarbeit mit international renommierten Hochschulen wie der Columbia University in New York, CalArts in Los Angeles, der London International Film School, der La Fémis in Paris und der FAMU in Prag.
Von 2014 bis 2017 war Jan Schütte Dekan des Conservatory des American Film Institute (AFI) in Los Angeles. Im August 2016 forderten Vertreter der AFI Fakultät Schüttes Entlassung, weil er das Vertrauen und die Unterstützung der Mitarbeiter verloren habe. Zuvor hatten mehrere Lehrkräfte wegen Schüttes Führungsstil und Lehrmethoden die Kündigung eingereicht.
Schütte ist Mitglied der Akademie der Künste in Berlin und der Europäischen Filmakademie sowie der Deutschen Filmakademie.
Er lebt mit seiner Frau Christina Gräfin Szápáry, der ehemaligen Protokollchefin der Berlinale, in Berlin.

## Auszeichnungen
Jan Schütte war 2000 und 2008 Artist in Residence am Dartmouth College und 2005/06 sowie 2009/10 Visiting Professor an der Harvard University.
Ausgezeichnet wurde er unter anderem mit dem Deutschen Kritikerpreis, dem Adolf-Grimme-Preis und dem Deutschen Filmpreis. Auch international erhielten seine Arbeiten Anerkennung, u. a. durch den Prix Francois Truffaut, den Premio Cinecritica Italia und den Prix Unesco.

## Filmografie
- 1982 – Ugge Bärtle – Bildhauer, Dokumentarfilm über den Tübinger Bildhauer Ugge Bärtle
- 1983 – Da ist nirgends nichts gewesen außer hier, Dokumentarfilm über den Mössinger Generalstreik von 1933
- 1984 – Eigentlich wollte ich ja nach Amerika, Dokumentarfilm
- 1985 – Drachenfutter, Dokumentarfilm
- 1987 – Drachenfutter, Spielfilm mit Bhasker Patel, Ulrich Wildgruber und Wolf-Dietrich Sprenger
- 1988 – Verloren in Amerika. Beobachtungen in Brighton Beach, Brooklyn und New York, Dokumentarfilm
- 1990 – Winckelmanns Reisen, Spielfilm mit Wolf-Dietrich Sprenger, Susanne Lothar, Axel Milberg und Traugott Buhre
- 1991 – Nach Patagonien, Essayfilm nach dem Buch von Bruce Chatwin, Sprecher: Ulrich Wildgruber
- 1994 – Auf Wiedersehen Amerika, Spielfilm mit Otto Tausig, Jakov Bodo, Aleksander Bardini, Christa Berndl, Zofia Merle, George Tabori
- 1995 – Eine Reise in das Innere von Wien, Essayfilm nach dem Buch von Gerhard Roth
- 1998 – Fette Welt, Spielfilm mit Jürgen Vogel, Sibylle Canonica, Lars Rudolph, Thomas Thieme
- 2000 – Abschied. Brechts letzter Sommer mit Josef Bierbichler als Bertolt Brecht und Monika Bleibtreu als Helene Weigel, Musik: John Cale
- 2002 – Medicopter 117 – No risk no fun
- 2003 – SuperTex, Spielfilm nach dem Roman von Leon de Winter mit Jan Decleir, Stephen Mangan und Maureen Lipman, Musik: Zbigniew Preisner
- 2005 – Unsere Fünfziger Jahre, 6-teiliger Dokumentarfilm, ARD
- 2007 – Love Comes Lately (auch: Bis später Max! Die Liebe kommt, die Liebe geht) Spielfilm nach Isaac Bashevis Singer mit Otto Tausig, Rhea Perlman und Barbara Hershey
- 2010 – Verfolgt, Folge der Fernsehreihe Bloch mit Dieter Pfaff und Victoria Trauttmansdorff